# گری هربرت
گری هربرت (انگلیسی: Gary Richard Herbert؛ زادهٔ ۷ مهٔ ۱۹۴۷) یک سیاست‌مدار اهل ایالات متحده آمریکا است.
هربرت فرماندار کنونی ایالت یوتا از حزب جمهوری‌خواه ایالات متحده آمریکا است که در تاریخ ۱۱ اوت ۲۰۰۹ میلادی به عنوان فرماندار انتخاب شد و تا سال ۲۰۱۷ در این سمت باقی خواهد ماند.